# 克基拉公牛
克基拉公牛是德尔斐阿波罗神庙中最著名的进献物之一，由克基拉岛的居民贡献，它们以此来纪念一次收获颇丰的金枪鱼捕捞活动。

## 描述

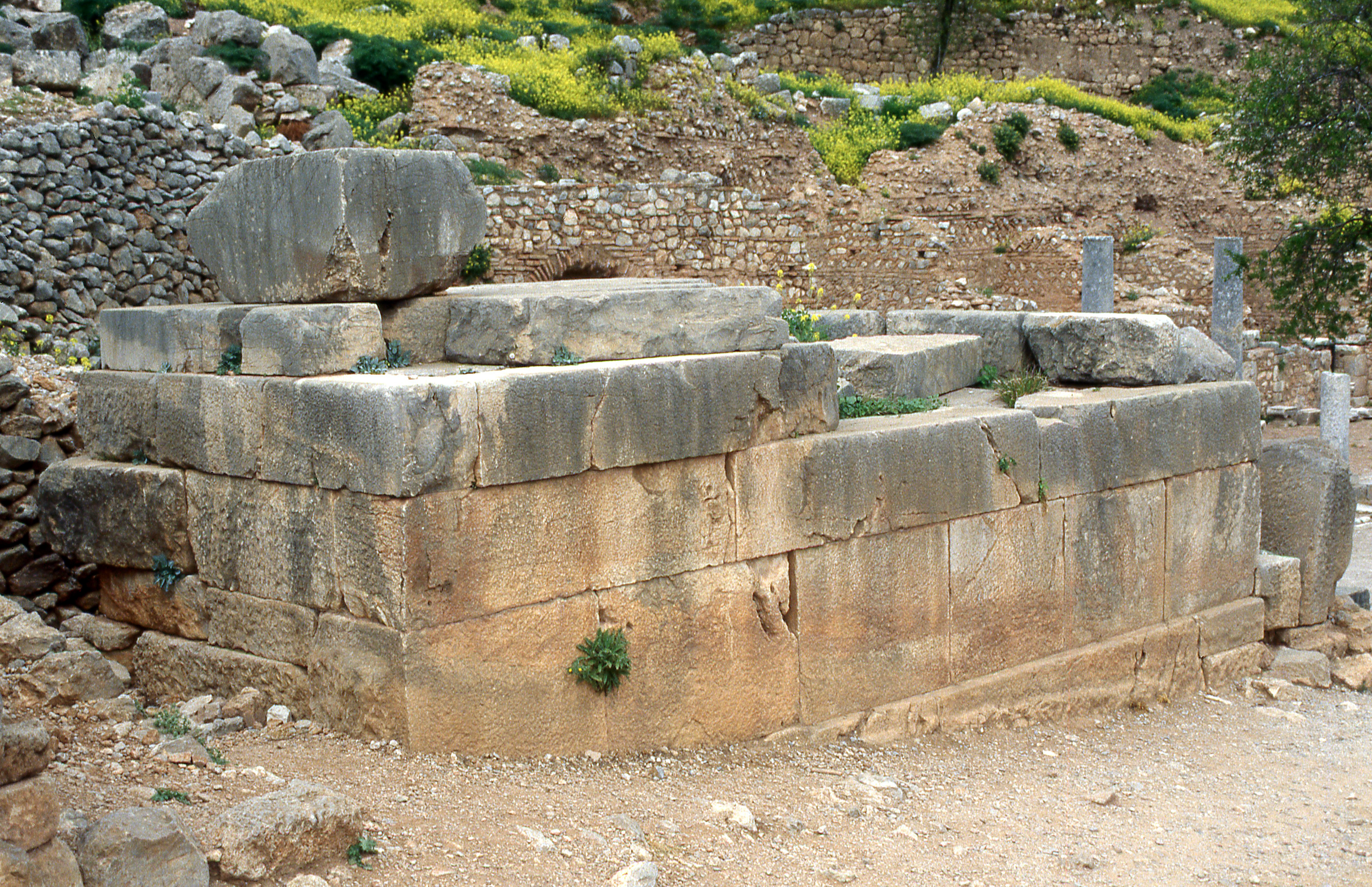
德尔斐克基拉公牛的底座

在德尔斐神谕的入口处的右手边，可以看到克基拉公牛的石质底座。这上面曾有一只青铜公牛，公元前480年，克基拉人出资，并委托来自埃伊纳岛的雕塑家西奥普罗普斯制作完成的。根据古希腊地理学家保萨尼亚斯的说法，克基拉岛上有一只公牛，他每天都会丢下牛群，独自哀嚎着来到海边。一位牧牛人发现了这件事，并跟随它来到海边，这时他们发现海里面有成群的金枪鱼。牧牛人告诉了他的同伴，人们纷纷赶到海边，却一条鱼也没有抓到。然后，它们派了一位使者去德尔斐求神谕，按照神谕的建议，克基拉人向波塞冬献祭了一条公牛，随后果然捕到了鱼。克基拉人大赚一笔，并用卖鱼所得的收入的十分之一，制作了这头铜牛，用来纪念这次捕捞活动。